# ダニエル・サルトーリ・ベッサ
ダニエル・サルトーリ・ベッサ（Daniel Sartori Bessa，1993年1月14日 - ）は、ブラジル・サンパウロ州サンパウロ出身のサッカー選手。ポジションはMF。エラス・ヴェローナFC所属。

## 経歴
2008年にアトレチコ・パラナエンセから発掘され、インテルナツィオナーレ・ミラノの下部組織に入団。
2013年1月31日にヴィチェンツァ・カルチョにローンに出されたのを皮切りに、SCオリャネンセやボローニャFCなど次々と期限付き移籍に回される。
2015年8月6日、カルチョ・コモに期限付き移籍。
2016-17シーズンはインテルにフランク・デ・ブールが監督に就任するも状況は変わらず、エラス・ヴェローナFCに期限付き移籍した。